# 高知県道39号土佐伊野線
高知県道39号土佐伊野線（こうちけんどう39ごう とさいのせん）は、高知県土佐市から吾川郡いの町に至る県道（主要地方道）である。

## 概要
土佐市宇佐町宇佐から吾川郡いの町に至る。
吾川郡いの町枝川 - 終点の0.6 kmは国道33号の旧道で、2025年（令和7年）4月1日に国土交通省から高知県に管理が移管された。

### 路線データ
- 起点：土佐市宇佐町宇佐（高知県道23号須崎仁ノ線交点）
- 終点：吾川郡いの町[注釈 1]（国道194号交点）
- 総延長：14 km[1]

## 歴史
- 1991年（平成3年）度 - 吹越工区事業化[1]。
- 1993年（平成5年）5月11日 - 建設省から、県道土佐伊野線が土佐伊野線として主要地方道に指定される[3]。
- 2005年（平成17年）2月25日 - 吹越工区開通[1]。
- 2025年（令和7年）
  - 2月18日 - 高知県告示第90号により、吾川郡いの町枝川 - 吾川郡いの町[注釈 1]の国道33号と重複する区間を追加指定[4]。
  - 4月1日 - 国道33号高知西バイパスと並行する現道区間（延長5.3 km）が高知県に管理が移管され、同区間は本路線となる[2]。

## 路線状況

### 重複区間
- 国道56号・国道197号（土佐市高岡町甲）

### 道路施設

#### 橋梁
- 笠松橋（塚地川、土佐市）
- 弥九郎橋（波介川、土佐市）
- 火渡橋（火渡川、土佐市）
- 鎌田橋（鎌田用水、吾川郡いの町）
- 仁淀川橋（仁淀川、吾川郡いの町）

#### トンネル
- 塚地坂トンネル：延長838 m、1998年（平成10年）竣工、土佐市
- 天崎鍾乳洞トンネル：延長109 m[1]、2003年（平成15年）竣工、土佐市

## 地理

### 通過する自治体
- 高知県
  - 土佐市 - 吾川郡いの町

### 交差する道路
| 交差する道路                                 | 市町村名 | 市町村名 | 交差する場所 | 交差する場所                                                                          |
| -------------------------------------------- | -------- | -------- | ------------ | ------------------------------------------------------------------------------------- |
| 高知県道23号須崎仁ノ線                       | 土佐市   | 土佐市   | 宇佐町宇佐   | 起点                                                                                  |
| 国道56号 重複区間起点 国道197号 重複区間起点 | 土佐市   | 土佐市   | 高岡町甲     |                                                                                       |
| 国道56号 重複区間終点 国道197号 重複区間終点 | 土佐市   | 土佐市   | 高岡町甲     |                                                                                       |
| 高知県道39号土佐伊野線 / 別線                | 土佐市   | 土佐市   | 高岡町甲     |                                                                                       |
| 国道56号 国道197号 重複                      | 土佐市   | 土佐市   | 高岡町乙     |                                                                                       |
| 高知県道38号高知土佐線                       | 土佐市   | 土佐市   | 高岡町丁     |                                                                                       |
| 国道33号 / 高知西バイパス                    | 吾川郡   | いの町   | 大内         | 鎌田IC                                                                                |
| 高知県道299号庄田伊野線                      | 吾川郡   | いの町   | 枝川         |                                                                                       |
| 国道194号                                    | 吾川郡   | いの町   |              | 終点                                                                                  |
| 別線                                         |          |          |              |                                                                                       |
| 高知県道39号土佐伊野線 / 別線                | 土佐市   | 土佐市   | 高岡町甲     | 別線起点【北緯33度29分45.5秒 東経133度25分38.4秒 / 北緯33.495972度 東経133.427333度】 |
| 高知県道287号家俊岩戸真幸線                  | 土佐市   | 土佐市   | 高岡町甲     |                                                                                       |
| 国道56号 国道197号 重複                      | 土佐市   | 土佐市   | 高岡町乙     | 別線終点【北緯33度29分43.9秒 東経133度25分2.2秒 / 北緯33.495528度 東経133.417278度】  |

### 交差する鉄道
- 土讃線

### 沿線
- 土佐市役所
- 土佐市立高岡第一小学校
- 土佐市立高岡中学校
- 高知県立高岡高等学校
- いの町立川内小学校
- JR四国土讃線 波川駅